# Girolamo Alessandro Cappellari Vivaro
Girolamo Alessandro Cappellari Vivaro (geboren am 23. September 1664 in Vicenza; gestorben am 14. April 1748 ebenda) war ein italienischer Genealoge.
Girolamo Alessandro Cappellari Vivaro war der Sohn von Girolamo Cappellari und Paolina Bonapace. Der Vater war von einem Onkel mütterlicherseits namens Giacomo Vivaro adoptiert worden und trug daher auch dessen Nachnamen, was der Sohn fortsetzte. Das Erbe des Onkels sicherte der Familie, die ein Geschäft für Leinen und ein Haus an der Piazzola delle Erbe besaß, einen gewissen Wohlstand. Obwohl Alessandro Cappellari in das elterliche Geschäft eingebunden war, verbrachte er viel Zeit mit dem Studium der Philosophie, des Rechts, der Literatur und der Alten Geschichte. Schließlich wandte er sich dem Mittelalter zu und verschlang Manuskripte und dieser Epoche gewidmete Bücher.
Nach dem Tod des Vaters musste er, obwohl nicht dazu berufen, die Geschäfte der Familie führen, was einen starken Rückgang der Umsätze zur Folge hatte. Bis 1692 hatte er das Familienvermögen um 300 Dukaten, bis 1700 um weitere 100 Dukaten geschmälert. Dennoch widmete er sich weiterhin vor allem seinen mittlerweile begonnenen genealogischen Studien.
Alessandro Cappellari heiratete die aus Bassano del Grappa stammende Elisabetta Fornasieri und hatte mit ihr zwei Kinder. Der Sohn Girolamo starb bald nach der Hochzeit mit Elisabetta Vaghi di Schio. Die Tochter Leoneda heiratete Benedetto Castelli und hatte mit ihm neun Kinder. Nach dem Tod Castellis und der erneuten Heirat Leonedas fiel Alessandro Cappellari die Aufgabe zu, sich trotz seines fortgeschrittenen Alters um die Enkel zu kümmern. Lediglich zwei von ihnen, Antonio und Pier Filippo Castelli, wurden im Testament Cappellaris berücksichtigt, die übrigen entsprachen nicht seinen Erwartungen. Pier Filippo Castelli (1724–1770), der bald darauf, im Jahr 1753, eine Biographie Gian Giorgio Trissinos veröffentlichte, erbte die Manuskripte und Bücher Cappelaris.

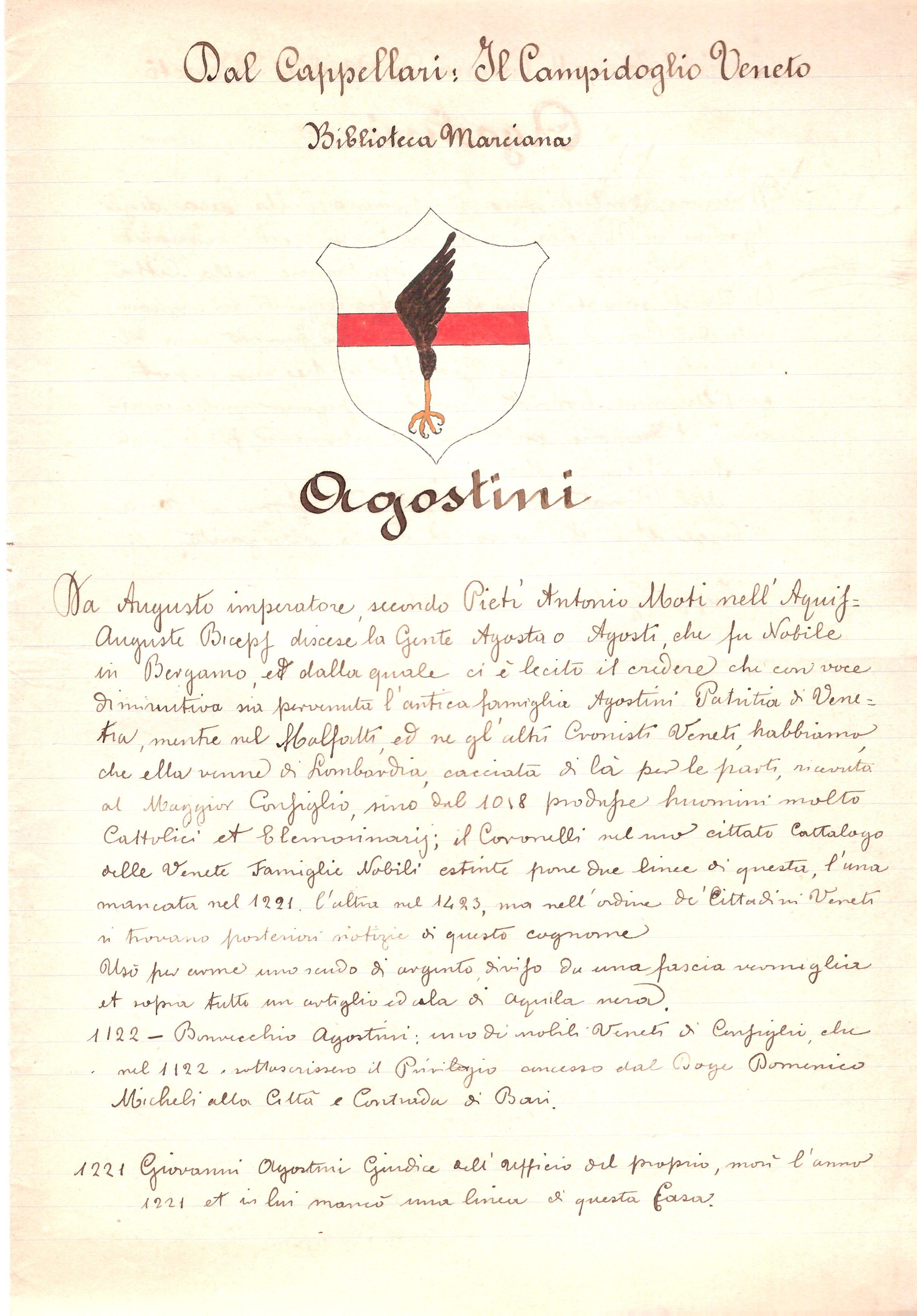
Auszug „Agostini“ aus dem Campidoglio

Unter diesen befand sich auch Capellaris wichtigstes Werk, das vierbändige Manuskript „Il Campidoglio veneto“, das die Brüder unmittelbar nach dem Tod des Großvaters dem Dogen von Venedig, Pietro Grimani als Geschenk anboten. Auf Beschluss des Rates der Zehn wurde das Werk der Biblioteca Marciana in Venedig übergeben, wo es heute unter den Siglen Ms It. Cl. VII 15–18 (8304–8307) aufbewahrt wird. Das wertvolle Geschenk wurde den Brüdern Castelli entsprechend entgolten.
In alphabetischer Ordnung stellt das Werk nach eigenem Anspruch den Ursprung, die berühmten Mitglieder und die Stammbäume der wichtigsten patrizischen Geschlechter Venedigs bis etwa zum Jahr 1745 dar. Bereits der Sammler und Historiker Emmanuele Antonio Cicogna schätzte im 19. Jahrhundert den Wert des Werks wegen vieler nachweisbarer kleinerer und größerer Fehler und Ungenauigkeiten nicht sonderlich. Er zog die Genealogien Marco Barbaros aus dem 16. Jahrhundert vor, da sie sich in größerem Maße auf authentische, private Dokumente stützten. Vor allem warf er Cappellari den Versuch vor, zahlreiche Stammbäume bis auf römische Zeit zurückzuverfolgen. Dessen ungeachtet stellt das Werk auch heute noch eine wichtige und bei aller Vorsicht häufig genutzte Quelle dar. Für einzelne Familien und Familienzweige liegen Extrakte in gedruckter Form vor, die vor allem im 19. Jahrhundert publiziert wurden.
An nachgelassenen Werken existiert auch ein elfbändiges Emporio universale delle famiglie, das unter Verzicht auf Stammbäume in alphabetischer Reihenfolge Informationen zu rund 16.550 italienischen und europäischen Familien umfasst. Die Handschrift befindet sich in der Kapitelbibliothek in Vicenza, im heutigen bischöflichen Seminar, Kopien besitzen die Biblioteca Bertoliana in Vicenza und die Bibliothek des Museo civico in Padua. 
Weitere Manuskripte, etwa ein 1714–1715 geschriebenes geistliches Stück mit dem Titel I trofei del Paradiso, o vero la santità trionfante, verteilen sich auf verschiedene Bibliotheken in Vicenza und Venedig.

## Digitalisat des Campidoglio
- Links zu Tavola delle famiglie nobili, Inhalt